# 新里堅進
新里 堅進（しんざと けんしん、1946年 - ）は、日本の漫画家。沖縄県那覇市壺屋出身。沖縄県在住。
沖縄県立那覇商業高等学校に在学中、『サブマリン707』や『紫電改のタカ』などを読み、漫画家を志す。卒業後、タクシー運転手など様々な職を経験しながら独学で漫画を描き、1973年に沖縄戦を題材とした『沖縄決戦』でデビュー。以来、沖縄をテーマとした作品を数多く発表している。1982年、『ハブ捕り』で第11回 日本漫画家協会賞優秀賞を受賞。

## 主要作品リスト
- 沖縄決戦（1978年、月刊沖縄社、前編・後編）
  - ほるぷ平和漫画シリーズ23 沖縄決戦 （1985年、ほるぷ出版）
  - 沖縄決戦（1995年、クリエイティブ21、完全版）
- ハブ捕り（1982年、琉球新報社）
  - ハブ捕り（1991年、新潮社）
  - 沖縄白ハブ伝説 ハブ捕り（1995年、クリエイティブ21）
  - THE HABU HUNTER（2009年、バイリンガル版、池宮商会）
- 史劇 謝名親方（1983年、全教出版）
- 運玉義留（1983年、全教出版）
- 水筒 ひめゆり学徒隊戦記（1984年、ほるぷ出版）
  - ほるぷ平和漫画シリーズ16・17 水筒 ―ひめゆり学徒隊戦記―（1984年、ほるぷ出版、上巻・下巻）
  - 水筒 ―ひめゆり学徒隊戦記―（1989年、新潮社、上巻・下巻）
  - 水筒 ―ひめゆり学徒隊戦記―（1995年、クリエイティブ21、上巻・下巻）
- 泊阿嘉 おきなわ悲恋ものがたり（1988年、那覇出版社）
- 解釈付習字読本 沖縄の黄金言（1988年、沖縄総合図書、監修：喜友名朝亀）
- 歴史漫画 琉球王朝史1 琉球王国の成立（1991年、創光出版）
- 首里城ものがたり（1992年、琉球新報社、監修：又吉眞三、上巻・下巻）
- 劇画 島燃ゆ 宮古島人頭税物語（1993年、宮古広域圏事務組合）
  - 宮古島人頭税物語 島燃ゆ（1996年、クリエイティブ21）
- 劇画 かがり火 ロベルトソン号救助物語（1996年、上野村役場企画調整課）
- 跳べ!虎十 琉球空手風雲録（1996年、クリエイティブ21）
- わが夢は八重瀬をこえて（1997年、東風平町教育委員会生涯学習振興課、監修：比屋根照夫）
- ケンちゃん日記（1997年、クリエイティブ21）
- 劇画 真喜志康忠シリーズ うちなー芝居名作劇場 1 合縁奇縁（1998年、琉球新報社）
- 劇画 真喜志康忠シリーズ うちなー芝居名作劇場 2 多幸山（1999年、琉球新報社）
- 劇画 真喜志康忠シリーズ うちなー芝居名作劇場 3 てぃんさぐの花（1999年、琉球新報社）
- 沖縄歌劇の巨星・伊良波尹吉物語 奥山の牡丹（2000年、与那原町教育委員会、監修：渡名喜明）
- 白梅の碑 野戦病院編（2002年、クリエイティブ21）
- 白梅の碑 戦場彷徨編（2003年、クリエイティブ21）
- 劇画 沖縄健児隊 少年達の生と死（2004-2006年、琉球新報夕刊）
- 貘さんの見た夢 詩人・山之口貘の世界（2006-2007年、琉球新報夕刊）
- 歴史まんが 琉球処分（2008年-、琉球新報夕刊、後に朝刊に移行、原作：大城立裕「小説琉球処分」）
- シュガーローフの戦い 日米少年兵たちの戦場（2015年、琉球新報社、上巻・中巻・下巻）
- 死闘伊江島戦 前編 ―不沈空母にされたシマ―（2021年、琉球新報社）
- 死闘伊江島戦 後編 ―激闘下の女性たち―（2021年、琉球新報社）
- ヤンバルの戦い ―国頭支隊顛末記―（2024年、琉球新報社、監修：石原昌家、1巻・2巻）
- ソウル・サーチン（2025年、リイド社、選集、評伝：藤井誠二、編集・注釈：安東嵩史）